# Wahlbezirk Vorarlberg 1
Der Wahlbezirk Vorarlberg 1 war ein Wahlkreis für die Wahlen zum Abgeordnetenhaus im österreichischen Kronland Vorarlberg. Der Wahlbezirk wurde 1907 mit der Einführung der Reichsratswahlordnung geschaffen und bestand bis zum Zusammenbruch der Habsburgermonarchie.

## Geschichte
Nachdem der Reichsrat im Herbst 1906 das allgemeine, gleiche, geheime und direkte Männerwahlrecht beschlossen hatte, wurde mit 26. Jänner 1907 die große Wahlrechtsreform durch Sanktionierung von Kaiser Franz Joseph I. gültig. Mit der neuen Reichsratswahlordnung schuf man insgesamt 516 Wahlbezirke, wobei mit Ausnahme Galiziens in jedem Wahlbezirk ein Abgeordneter im Zuge der Reichsratswahl gewählt wurde. Der Abgeordnete musste sich dabei im ersten Wahlgang oder in einer Stichwahl mit absoluter Mehrheit durchsetzen. Der Wahlkreis Vorarlberg 1 umfasste die Gemeinden Bregenz, Dornbirn, Feldkirch, Bludenz und war damit Vorarlbergs einziger Stadtwahlkreis.
Aus der Reichsratswahl 1907 ging Karl Drexel (Christlichsoziale Partei) als Sieger hervor. Bei der Reichsratswahl 1911 wurde er vom deutsch-nationalen Ferdinand Kinz abgelöst.

## Wahlen

### Reichsratswahl 1907
Die Reichsratswahl 1907 wurde am 14. Mai 1907 (erster Wahlgang) durchgeführt. Die Stichwahl entfiel auf Grund der absoluten Mehrheit von Drexel im ersten Wahlgang.
| Kandidat                                                                    | Partei                                           | Wahlkreis- stimmen | Stimmen- anteil |
| --------------------------------------------------------------------------- | ------------------------------------------------ | ------------------ | --------------- |
| Karl Drexel                                                                 | Christlichsoziale Partei                         | 2938               | 52,6 %          |
| Heinrich Hueter                                                             | Deutsche Fortschrittspartei/Deutsche Volkspartei | 1633               | 29,2 %          |
| Eduard Ertl                                                                 | Sozialdemokratische Arbeiterpartei               | 1000               | 17,9 %          |
| Sonstige                                                                    |                                                  | 16                 | 0,3 %           |
| Wahlberechtigte: 5963, Ungültige/Leere Stimmen: 73, Wahlbeteiligung: 94,9 % |                                                  |                    |                 |

### Reichsratswahl 1911
Die Reichsratswahl 1911 wurde am 13. Juni 1911 (erster Wahlgang) und 20. Juni 1911 (Stichwahl) durchgeführt.

#### Erster Wahlgang
| Kandidat                                                                     | Partei                             | Wahlkreis- stimmen | Stimmen- anteil |
| ---------------------------------------------------------------------------- | ---------------------------------- | ------------------ | --------------- |
| Karl Drexel                                                                  | Christlichsoziale Partei           | 2645               | 45,1 %          |
| Ferdinand Kinz                                                               | Deutschnationaler Kandidat         | 1784               | 30,4 %          |
| Eduard Ertl                                                                  | Sozialdemokratische Arbeiterpartei | 1426               | 24,3 %          |
| Sonstige                                                                     |                                    | 13                 | 0,2 %           |
| Wahlberechtigte: 6442, Ungültige/Leere Stimmen: 214, Wahlbeteiligung: 94,4 % |                                    |                    |                 |

#### Stichwahl
| Kandidat                                                                     | Partei                     | Wahlkreis- stimmen | Stimmen- anteil |
| ---------------------------------------------------------------------------- | -------------------------- | ------------------ | --------------- |
| Ferdinand Kinz                                                               | Deutschnationaler Kandidat | 3028               | 50,9 %          |
| Karl Drexel                                                                  | Christlichsoziale Partei   | 2926               | 49,1 %          |
| Wahlberechtigte: 6442, Ungültige/Leere Stimmen: 150, Wahlbeteiligung: 94,8 % |                            |                    |                 |